# Улица Милице Стојадиновић Српкиње
Улица Милице Стојадиновић Српкиње је улица у Бањој Луци (Старчевица). 
Улица је дугачка 139 метара (главни дио), два паркинга око 82 метра, источна уличица око 60 метара и уличица која се налази на западном дијелу која повезује западни дио паркинга и Церску улицу која је дугачка око 100 метара, укупно 381 метар. 
Улица почиње са сјеверне стране од ул. Југа Богдана око броја 85 , са источне стране са ул. Високих Дечана око бројева 11 и 12 , са јужне стране са ул. Српских Добровољаца око броја 50  и са Церком улицом на западу .